# Jarmila Wolfe
Jarmila Wolfe, de naixement Jarmila Gajdošová (Bratislava, Txecoslovàquia, 26 d'abril de 1987) és una extennista professional d'Austràlia però d'origen eslovac. Mentre va estar casada amb Samuel Groth, entre 2009 i 2011 (any en què es van divorciar), Gajdosova va adoptar el seu cognom, sent coneguda durant aquest temps com a Jarmila Groth.
La fita més important del seu palmarès és el títol de Grand Slam en categoria mixta de l'Open d'Austràlia 2013

## Torneigs de Grand Slam

### Dobles mixts: 1 (1−0)
| Resultat   | Núm. | Any  | Torneig          | Parella       | Oponents                        | Marcador |
| ---------- | ---- | ---- | ---------------- | ------------- | ------------------------------- | -------- |
| Guanyadora | 1.   | 2013 | Open d'Austràlia | Matthew Ebden | Lucie Hradecká František Čermák | 6–3, 7–5 |

## Palmarès: 4 (2−1−1)

### Individual: 2 (2−0)
| Llegenda                                  |
| ----------------------------------------- |
| Grand Slam (0−0)                          |
| WTA Tour Championships / WTA Finals (0−0) |
| Premier Mandatory (0−0)                   |
| Premier 5 (0−0)                           |
| Premier (0−0)                             |
| International (2−0)                       |

| Títols per superfície |
| --------------------- |
| Dura (2−0)            |
| Gespa (0−0)           |
| Terra batuda (0−0)    |

| Resultat   | Núm. | Data                   | Torneig           | Superfície | Oponent               | Marcador |
| ---------- | ---- | ---------------------- | ----------------- | ---------- | --------------------- | -------- |
| Guanyadora | 1.   | 26 de setembre de 2010 | Canton, Xina      | Dura       | Alla Kudryavtseva     | 6−1, 6−4 |
| Guanyadora | 2.   | 15 de gener de 2011    | Hobart, Austràlia | Dura       | Bethanie Mattek-Sands | 6−4, 6−3 |

### Dobles: 6 (1−5)
| Abans de 2009                | Després de 2009         |
| ---------------------------- | ----------------------- |
| Grand Slam (0−0)             |                         |
| WTA Tour Championships (0−0) |                         |
| Tier I (0−0)                 | Premier Mandatory (0−0) |
| Tier II (0−0)                | Premier 5 (0−0)         |
| Tier III (0−1)               | Premier (0−1)           |
| Tier IV i V (1−0)            | International (0−3)     |

| Títols per superfície |
| --------------------- |
| Dura (1−4)            |
| Gespa (0−0)           |
| Terra batuda (0−1)    |

| Resultat   | Núm. | Data                   | Torneig                | Superfície   | Parella          | Oponents                        | Marcador          |
| ---------- | ---- | ---------------------- | ---------------------- | ------------ | ---------------- | ------------------------------- | ----------------- |
| Guanyadora | 1.   | 13 d'agost de 2006     | Estocolm, Suècia       | Dura         | Eva Birnerova    | Yan Zi Zheng Jie                | 0−6, 6−4, 6−2     |
| Finalista  | 1.   | 24 de febrer de 2007   | Memphis, Estats Units  | Dura (i)     | Akiko Morigami   | Nicole Pratt Bryanne Stewart    | 5−7, 6−4, [5−10]  |
| Finalista  | 2.   | 17 de juliol de 2011   | Bad Gastein, Àustria   | Terra batuda | Julia Görges     | Eva Birnerova Lucie Hradecká    | 6−4, 2−6, [10−12] |
| Finalista  | 3.   | 16 de juliol de 2012   | Stanford, Estats Units | Dura         | Vania King       | Marina Erakovic Heather Watson  | 5−7, 6−7(7)       |
| Finalista  | 4.   | 22 de setembre de 2012 | Canton, Xina           | Dura         | Monica Niculescu | Tamarine Tanasugarn Zhang Shuai | 6−2, 2−6, [8−10]  |
| Finalista  | 5.   | 16 de gener de 2016    | Hobart, Austràlia      | Dura         | Kimberly Birrell | Han Xinyun Christina McHale     | 3−6, 0−6          |

### Dobles mixts: 1 (1−0)
| Resultat   | Núm. | Data                | Torneig                     | Superfície | Parella       | Oponents                        | Marcador |
| ---------- | ---- | ------------------- | --------------------------- | ---------- | ------------- | ------------------------------- | -------- |
| Guanyadora | 1.   | 14 de gener de 2013 | Open d'Austràlia, Austràlia | Dura       | Matthew Ebden | Lucie Hradecká František Čermák | 6−3, 7−5 |

## Trajectòria

### Individual
| Open d'Austràlia | Q   | 1R   | 1R   | 1R    | 1R   | 1R    | 1R    | 1R   | 1R   | 1R    | 2R    | 1R  | 1 / 11    | 6 – 9     |
| Roland Garros | Q   | 2R   | 1R   | 1R    | 3R   | 4R    | 3R    | 2R   | A    | Q     | 1R    | A   | 0 / 8     | 9 – 8     |
| Wimbledon | A   | 1R   | 2R   | Q     | 2R   | 4R    | 3R    | 1R   | A    | 2R    | 1R    | A   | 0 / 8     | 8 – 8     |
| US Open | Q   | 3R   | 1R   | A     | 1R   | 1R    | 2R    | 1R   | A    | 1R    | 1R    | A   | 0 / 7     | 3 – 7     |
| Total Victòries–Derrotes | 2−2 | 8−12 | 6−14 | 17−12 | 9−14 | 19−12 | 31−24 | 9−13 | 11−9 | 19−15 | 22−24 |     | 401 – 273 | 401 – 273 |
| Rànquing a final d'any | 145 | 71   | 145  | 98    | 112  | 42    | 33    | 180  | 232  | 71    | 102   | 621 |           |           |
| Llegenda: G: Guanyadora; F: Finalista; SF: Semifinalista; QF: Quarts de final; Q: Qualificació; A: Absent; RR: Round Robin; |     |      |      |       |      |       |       |      |      |       |       |     |           |           |

### Dobles
| Open d'Austràlia | A  | 2R | 1R  | 1R          | 1R          | 2R          | 3R | 1R          | QF          | 2R          | 0 / 8 | 5 – 8 |
| Roland Garros | A  | 3R | A   | 1R          | A           | 2R          | QF | A           | A           | 1R          | 0 / 5 | 6 – 5 |
| Wimbledon | 3R | 2R | A   | 1R          | A           | 2R          | A  | A           | A           | 3R          | 0 / 5 | 6 – 5 |
| US Open | 1R | 2R | A   | 1R          | 2R          | 3R          | A  | A           | 3R          | 1R          | 0 / 6 | 4 – 6 |
| Jocs Olímpics | NC | NC | A   | No celebrat | No celebrat | No celebrat | 1R | No celebrat | No celebrat | No celebrat | 0 / 1 | 0 − 1 |
| Rànquing a final d'any | 69 | 70 | 314 | 449         | 173         | 41          | 42 | 234         | 41          | 140         |       |       |
| Llegenda: G: Guanyadora; F: Finalista; SF: Semifinalista; QF: Quarts de final; Q: Qualificació; A: Absent; RR: Round Robin; |    |    |     |             |             |             |    |             |             |             |       |       |